# Sci nordico ai Giochi olimpici
Lo sci nordico fa parte del programma dei Giochi olimpici invernali sin da Chamonix-Mont-Blanc 1924 e vide disputare cinque gare (tutte maschili): due di sci di fondo (18 km e 50 km), una di pattuglia militare (presente nel programma ufficiale in quell'unica occasione), una di combinata nordica e una di salto con gli sci. Fino a Sarajevo 1984 oltre ad assegnare le medaglie olimpiche le competizioni valevano generalmente anche ai fini dei Campionati mondiali di sci nordico.
Fino a Sankt Moritz 1948 le gare furono soltanto maschili; da Oslo 1952 furono assegnate medaglie anche in competizioni femminili di sci di fondo; da Soči 2014 il salto con gli sci è stato aperto alle donne, mentre restano tutt'oggi discipline esclusivamente maschili quelle della combinata nordica.

## Formule di gara

### Combinata nordica
La formula di gara più antica è quella detta "individuale" (o, più recentemente, "trampolino normale" per distinguerla dall'analoga prova dal trampolino lungo, di più tarda introduzione), che nel corso dei decenni ha subito numerose variazioni:
- fino a Sankt Moritz 1948 si disputò prima la prova di fondo e poi quella di salto, mentre da Oslo 1952 l'ordine fu invertito;
- la distanza della prova di fondo fu di 18 km fino a Oslo 1952, per poi essere portata a 15 km da Cortina d'Ampezzo 1956 e a 10 km da Vancouver 2010;
- da Calgary 1988 il punteggio di gara viene calcolato secondo il metodo Gundersen.

La gara sprint fu introdotta a Salt Lake City 2002 con salto dal trampolino lungo e frazione di fondo di 7,5 km. La prova rimase in programma fino a Torino 2006 e a Vancouver 2010 fu sostituita da una gara individuale di 10 km con salto dal trampolino lungo. La gara a squadre fu introdotta a partire da Calgary 1988. Inizialmente nella frazione di fondo veniva disputata una staffetta 3x10 km; a partire da Nagano 1998 la formula divenne 4x5 km.

### Pattuglia militare
Gara a squadre, composte da quattro elementi, di 30 km, con poligono di tiro al 15º km; diciotto colpi, ogni colpo andato a segno comportava un abbuono di mezzo minuto sul tempo cronometrato.

### Salto con gli sci
La formula di gara più antica è quella detta "trampolino lungo", anche se formalizzazione della distinzione tra trampolino normale e trampolino lungo avvenne solo negli anni cinquanta. La gara dal trampolino normale fu introdotta a Innsbruck 1964. La prima gara a squadre, dal trampolino lungo, fu inserita nel programma ufficiale a partire da Calgary 1988.

### Sci di fondo

#### Gare individuali maschili
15 km/18 km
Una delle formule di gara più antica, la "corsa di sci" (course de ski in francese, lingua olimpica) si è disputata sulla distanza di 18 km fino a Oslo 1952, per passare a 15 km da Cortina d'Ampezzo 1956. A partire da Calgary 1988 in alcune edizioni si è corsa a tecnica libera anziché nella tradizionale tecnica classica.
30 km
La 30 km fu introdotta a Cortina d'Ampezzo 1956 e si è disputata fino a Salt Lake City 2002. A partire da Calgary 1988 in alcune edizioni si è corsa a tecnica libera anziché nella tradizionale tecnica classica.
50 km
L'altra formula di gara più antica, la "gran fondo", si è sempre disputata sulla distanza di 50 km, anch'essa alternando dal 1988 tecnica libera e tecnica classica.
10 km/Sprint
Ad Albertville 1992 fu introdotta una nuova gara su una distanza più breve (10 km a tecnica classica), inizialmente in sostituzione della tradizionale 15 km. A Salt Lake City 2002 fu sostituita dalla "sprint" su distanza ancora più breve, compresa tra 1 e 2 km, e con una struttura di gara inedita per il fondo: un torneo a eliminazione diretta.
Inseguimento
La gara a inseguimento debuttò ad Albertville 1992 e fino a Nagano 1998 si disputò nella formula 10 km (a tecnica classica) + 15 km (a tecnica libera). A Salt Lake City 2002 fu 10 km + 10 km, mentre da Torino 2006 è 15 km + 15 km.

#### Gare individuali femminili
10 km
Introdotta a Oslo 1952, a partire da Calgary 1988 in alcune edizioni si è corsa a tecnica libera anziché a tecnica classica.
15 km
La gara sulla distanza di 15 km debuttò ad Albertville 1992 e si disputò per l'ultima volta a Salt Lake City 2002; ha sempre alternato tecnica libera e tecnica classica.
20 km/30 km
La gara sulla distanza di 20 km debuttò a Sarajevo 1984; ad Albertville 1992 la distanza fu portata a 30 km. A partire da Oslo 1982 in alcune edizioni si è corsa a tecnica libera anziché a tecnica classica.
5 km/Sprint
A Innsbruck 1964 fu introdotta una nuova gara su una distanza più breve, 5 km, e fu disputata fino a Nagano 1998. A Salt Lake City 2002 fu sostituita dalla sprint.
Inseguimento
La gara a inseguimento debuttò ad Albertville 1992 e fino a Nagano 1998 si disputò nella formuala 5 km (a tecnica classica) + 10 km (a tecnica libera). A Salt Lake City 2002 fu 5 km + 5 km, mentre da Torino 2006 è 7,5 km + 7,5 km.

#### Gare a squadre
Staffetta
Introdotta per gli uomini a Garmisch-Partenkirchen 1936, la staffetta ha sempre mantenuto la formula 4x10 km. La staffetta femminile fu 3x5 km da Cortina d'Ampezzo a Sapporo 1972; da Innsbruck 1976 adottò la formula 4x5 km. Dall'introduzione della tecnica libera, è previsto che due staffettisti gareggino in classica e due in libera.
Sprint
Introdotta a Torino 2006, segue lo stesso schema a torneo dell'omologa gara individuale; sono però previste sei frazioni che devono essere ripartite tra i due membri di ogni squadra.

## Medagliere complessivo
Aggiornato a Vancouver 2010. In corsivo le nazioni (o squadre) non più esistenti.
| Pos | Nazione           | Oro | Argento | Bronzo | Totale |
| --- | ----------------- | --- | ------- | ------ | ------ |
| 1   | Norvegia          | 55  | 53      | 43     | 151    |
| 2   | Finlandia         | 33  | 40      | 36     | 109    |
| 3   | Svezia            | 27  | 19      | 21     | 67     |
| 4   | Unione Sovietica  | 26  | 23      | 23     | 72     |
| 5   | Russia            | 13  | 7       | 9      | 29     |
| 6   | Austria           | 10  | 11      | 19     | 40     |
| 7   | Italia            | 9   | 12      | 14     | 35     |
| 8   | Germania          | 8   | 15      | 8      | 31     |
| 9   | Germania Est      | 7   | 4       | 7      | 18     |
| 10  | Svizzera          | 6   | 3       | 5      | 14     |
| 11  | Giappone          | 5   | 5       | 2      | 12     |
| 12  | Estonia           | 4   | 2       | 1      | 7      |
| 13  | Squadra Unificata | 3   | 2       | 4      | 9      |
| 14  | Rep. Ceca         | 2   | 9       | 5      | 16     |
| 15  | Polonia           | 2   | 4       | 4      | 10     |
| 16  | Francia           | 2   | 2       | 1      | 5      |
| 17  | Germania Ovest    | 2   | 2       | 0      | 4      |
| 18  | Canada            | 2   | 1       | 0      | 3      |
| 19  | Stati Uniti       | 1   | 4       | 1      | 6      |
| 20  | Kazakistan        | 1   | 2       | 1      | 4      |
| 21  | Cecoslovacchia    | 0   | 1       | 4      | 5      |
| 22  | Jugoslavia        | 0   | 1       | 1      | 2      |
| 23  | Bulgaria          | 0   | 0       | 1      | 1      |
| 23  | Slovacchia        | 0   | 0       | 1      | 1      |
| 23  | Slovenia          | 0   | 0       | 1      | 1      |